# Tachycineta
Tachycineta este un gen de păsări din familia de rândunele Hirundinidae. Există nouă specii descrise, toate limitate la Americi.
Acestea sunt rândunele subțiri, cu cozi bifurcate. Majoritatea speciilor au spatele verde metalic, capul verde sau albastru și aripile albastru metalic sau maro. Toate au părțile inferioare albe pur și patru specii au târtița albă.
Majoritatea rândunelelor Tachycineta sunt cel puțin parțial migratoare, doar rândunelele aurii și de mangrove fiind în esență rezidente. Toate speciile folosesc cavități naturale sau dezafectate pentru locurile de cuibărit.

## Taxonomie
Genul Tachycineta a fost introdus de ornitologii germani Jean Cabanisin în 1850 cu rândunica verde-albastru (Tachycineta thalassina) ca specie tip. Numele genului provine din greaca veche takhukinētos care înseamnă „mișcare rapidă”.
Genul conține nouă specii, împărțite în două sub-clade care sunt asociate cu geografia: o cladă nord-americană/Caraibe și o cladă sud-americană/centrală.
| Imagine | Denumire științifică      | Denumire comună             | Distribuție |
| ------- | ------------------------- | --------------------------- | --- |
|         | Tachycineta bicolor       | Rândunică de scorbură       | Alaska central-nord și până la linia copacilor din Canada și până la sud până în Tennessee în partea de est a zonei sale, California și New Mexico în vest și Kansas în centru |
|         | Tachycineta cyaneoviridis | Rândunică de Bahamas        | nordul Bahamas: Andros, Grand Bahama, Abaco și New Providence |
|         | Tachycineta thalassina    | Rândunică verde-albastru    | Alaska centrală până în Mexic |
|         | Tachycineta euchrysea     | Rândunică aurie             | Hispaniola și fosta Jamaica |
|         | Tachycineta albilinea     | Rândunică de mangrove       | originară din Mexic și din toată America Centrală (Belize, Guatemala, Honduras, El Salvador, Nicaragua, Costa Rica și Panama)                                                  |
|         | Tachycineta leucorrhoa    | Rândunică cu sprâncene albe | Argentina, Bolivia, Brazilia, Paraguay, Peru și Uruguay |
|         | Tachycineta leucopyga     | Rândunică chiliană          | Argentina, Bolivia, Brazilia, Chile, Insulele Falkland, Paraguay și Uruguay |
|         | Tachycineta stolzmanni    | Rândunică de Tumbes         | nord-vestul Peru și extrem sud-vestul Ecuadorului. |
|         | Tachycineta albiventer    | Rândunică cu aripi albe     | America de Sud tropicală din Columbia, Venezuela și Trinidad la sud până în nordul Argentinei.                                                                                 |